# 图尔库机场
图尔库机场（芬蘭語：Turun lentoasema，IATA：TKU，ICAO：EFTU），是位于芬兰西南部沿海城市图尔库的一座机场。图尔库机场2018年运送旅客近37万人次，位居芬兰机场第四位。

## 历史
1935年建于Artukainen的图尔库机场是芬兰第一个民用机场。它一直作为图尔库的主要机场，直到1955年在现在的位置上建立了新的机场。

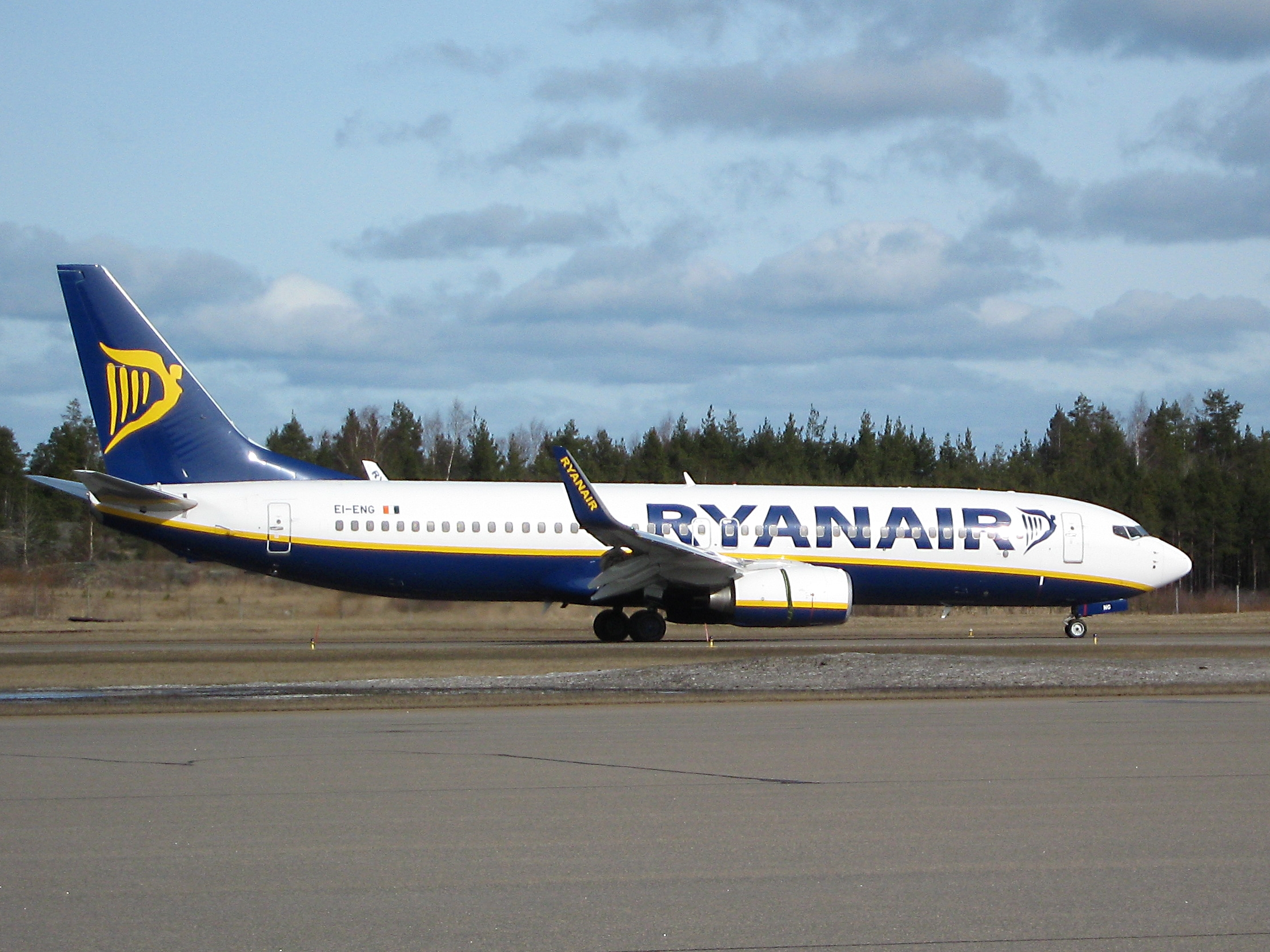
EI-ENG Boeing 737-800